# جون ميلاندر
جون ميلاندر (بالنرويجية البوكمول: Johan Melander)‏ هو مصرفي نرويجي، ولد في 27 أبريل 1910 في Christiania/Kristiania ‏ في النرويج، وتوفي في 1 ديسمبر 1989 في أوسلو في النرويج.